# Forêt de hêtres de Tejera Negra
Tejera Negra est une forêt de hêtres située dans la commune espagnole de Cantalojas, dans la partie nord-ouest de la province de Guadalajara. Sa situation dans la sierra de Ayllón, à l'extrême oriental du système Central, en fait l'une des hêtraies les plus méridionales d'Europe. Proche de la forêt de hêtres de la Pedrosa, dans la province de Ségovie, et de celle de Montejo, dans la Communauté de Madrid, elle témoigne du verger humide et boisé que fut le Système Central à d'autres époques. Elle fait partie des Forêts primaires de hêtres des Carpates et d'autres régions d'Europe, un ensemble de bois déclaré Patrimoine de l'Humanité par l'Unesco.

## Histoire
En 1974, la forêt de hêtres de Tejera Negra est déclarée site naturel d'intérêt national et en 1978 parc naturel, élargi en 1987. Depuis la création du Parc naturel de la Sierra Nord de Guadalajara, le 22 mars 2011, la forêt y a été intégrée, rendant ainsi caduque sa déclaration de parc naturel antérieure. En 2017, avec d'autres forêts de hêtres d'Espagne et d'Europe, elle a été déclarée Patrimoine de l'Humanité par l'Unesco, en tant qu'extension des Forêts primaires de hêtres des Carpates et d'autres régions d'Europe.

## Toponymie
Le parc naturel de la Forêt de hêtres de Tejera Negra tient son nom principal de la forêt de hêtres et son nom complémentaire, "Tejera Negra", de la vallée voisine au ponant, le bassin de la rivière Sorbe, où apparaît dans les cartes topographiques un petit ravin, exposé au nord, appelé Tejera Negra.

## Climat
La Forêt de hêtres de Tejera Negra pousse dans un ubac de la sierra d'Ayllón, au climat montagnard et aux précipitations abondantes tout au long de l'année. Les étés sont doux et frais et les hivers très froids, avec de la neige de novembre à avril. Les températures varient entre -14 °C et 23 °C.

## Flore

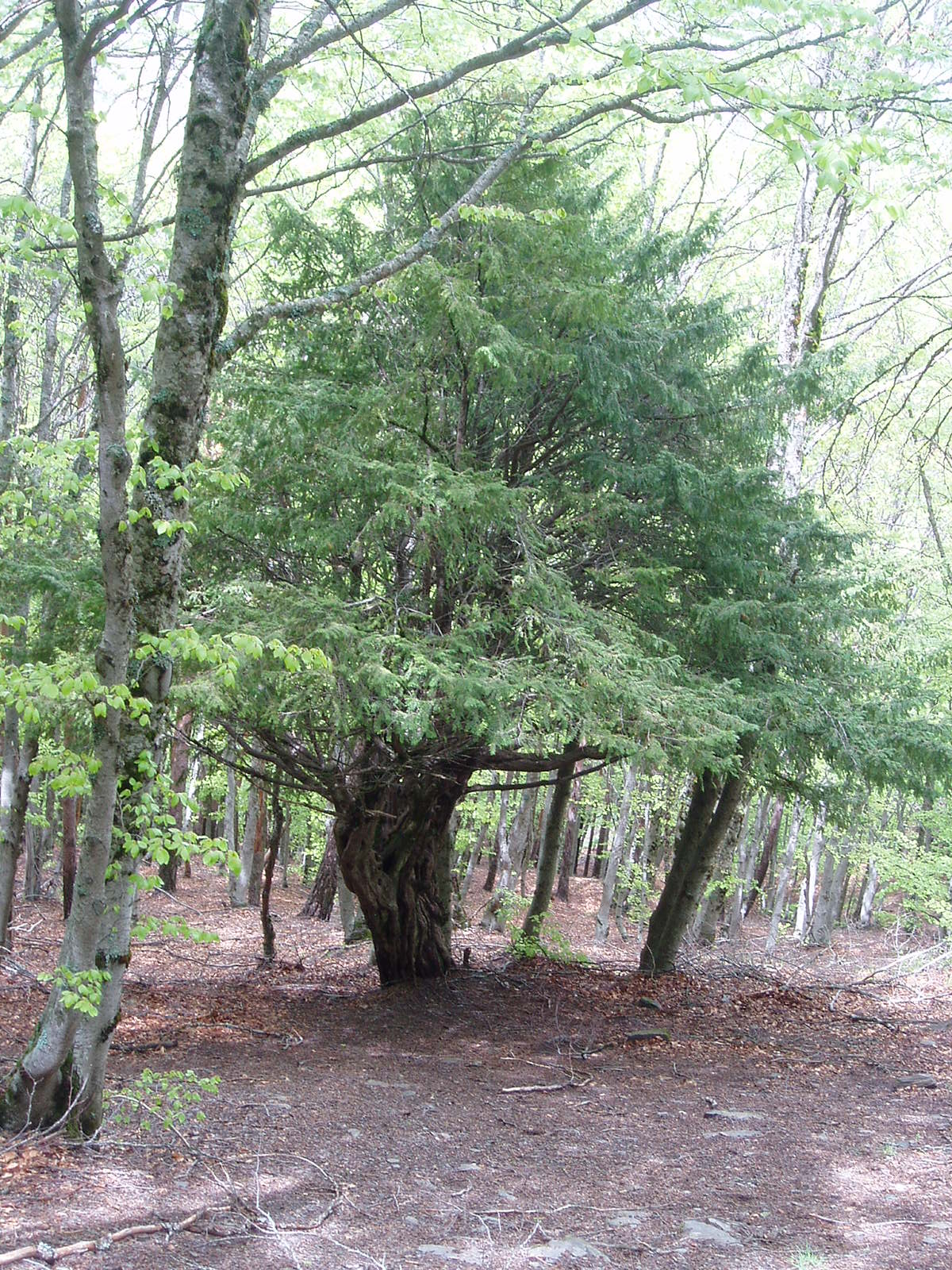
If dans la forêt de hêtres de Tejera Negra

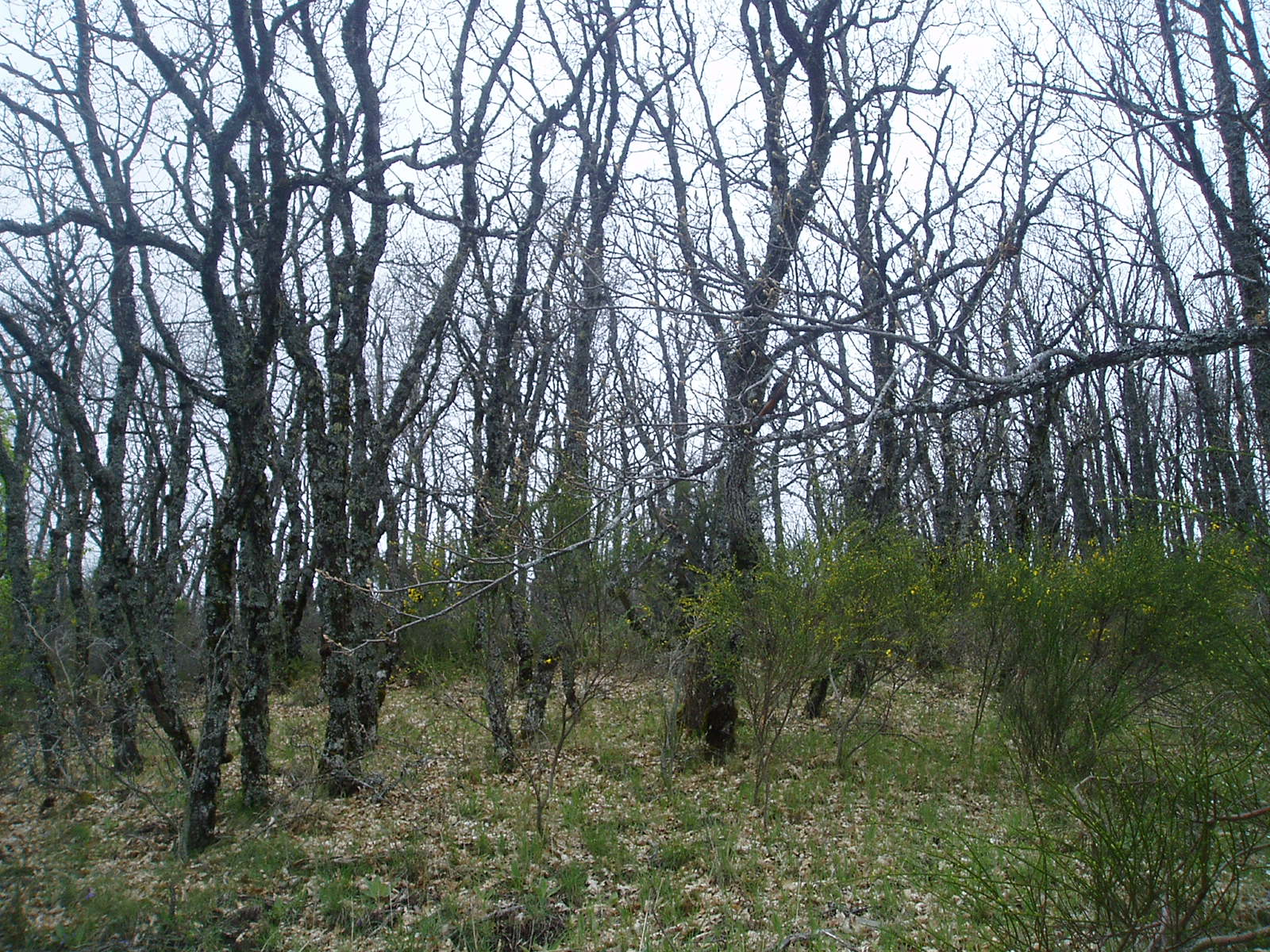
Chênes tauzins dans la forêt de hêtres de Tejera Negra

Le principal foyer d'intérêt du parc se trouve dans la masse forestière de hêtres, l'une des plus méridionales de la péninsule ibérique, dont l'étendue approche 400 hectares.
Ces masses ont survécu, grâce à leur situation stratégique dans les lieux les plus inaccessibles, à l'extraction de bois et de charbon végétal, ainsi qu'au défrichage destiné à la création de pâturages pour le bétail. Le chêne tauzin et le pin sylvestre y forment eux aussi des masses boisées, principalement dans des lieux ensoleillés, de façon naturelle pour le premier et par repeuplement pour le second. Il faut signaler aussi la présence d'ifs, de houx et de bouleaux qui, de façon isolée ou en petits groupes, émaillent ces zones de grande humidité édaphique.
En plus de ces masses arborées, seules les formations arbustives de bruyères, ainsi que les sous-arbrisseaux de myrtilles, genévriers et busseroles résistent aux dures conditions qui y règnent, et protègent les sols où ils s'établissent des phénomènes d'érosion. Dans les espaces ouverts de hêtraies, chênaies et pinèdes se trouvent des buissons de légumineuses, notamment le genêt à balais et le genêt fleuri, mêlés de bruyères pouvant mesurer jusqu'à deux mètres. Dans les lieux aux sols plus pauvres domine la ciste à feuilles de laurier.
Enfin, on observe une importante variété de champignons qui poussent dans la Forêt de hêtres, avec mention spéciale pour le cèpe de Bordeaux, au gros pied de couleur blanchâtre à marron clair et chapeau à cuticule marron qui mûrit à la fin de l'été et pendant l'automne.

## Faune

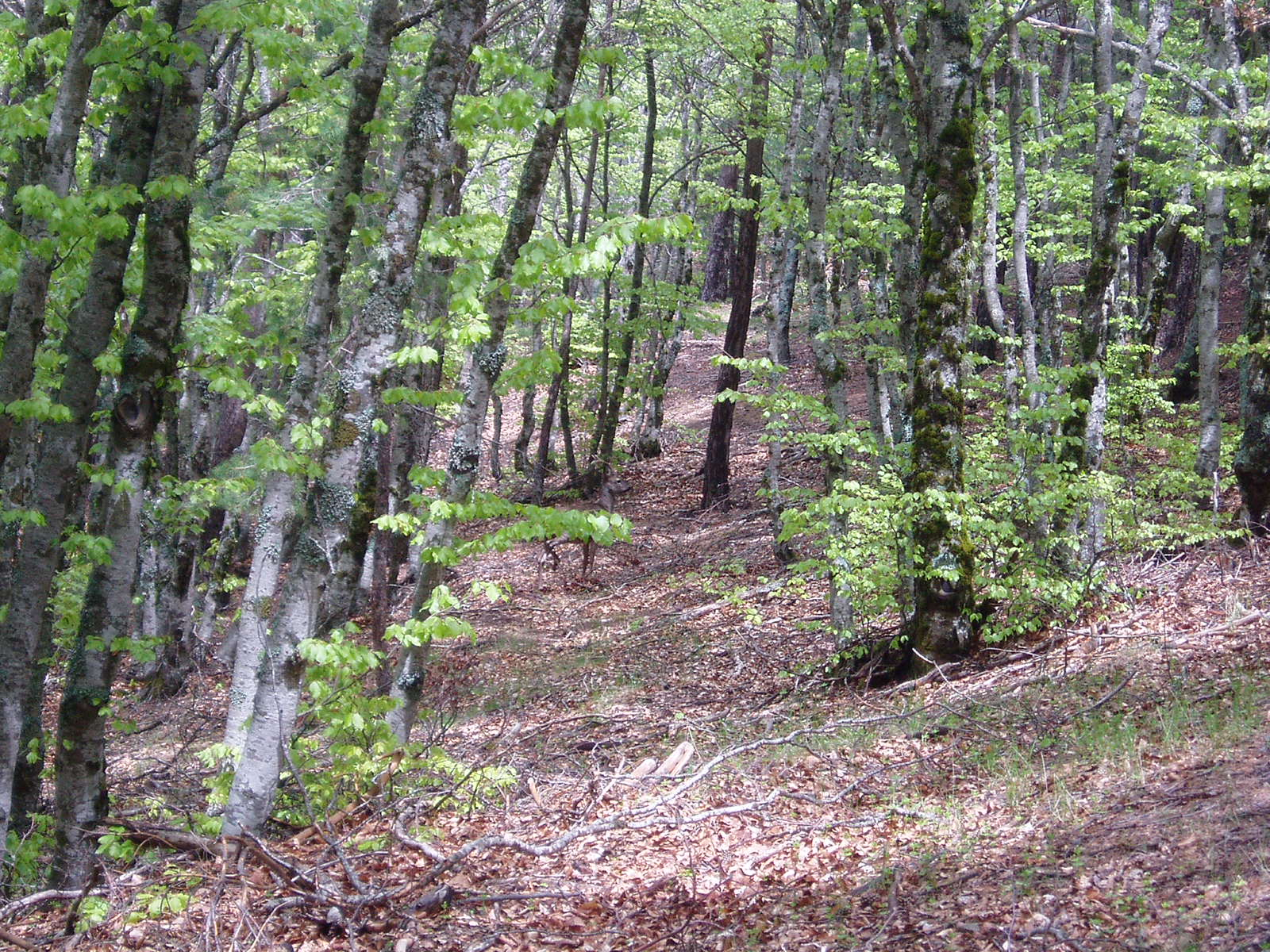
Le chevreuil est une espèce abondante dans la forêt de Tejera Negra

Au-dessus de chacune des impressionnantes formations rocheuses de la forêt, on peut apprécier le vol de l'aigle royal, du milan royal et de l'épervier. On peut aussi y voir des chevreuils, des renards, des chats sauvages, des loups ibériques, des fouines, des blaireaux, des belettes, des sangliers et des rapaces nocturnes comme la chouette hulotte, le hibou moyen-duc et d'autres.